# Albert Ernest I Oettingen
Albert Ernest I Oettingen (ur. 10 października 1642, zm. 6 lutego 1683) – książę Oettingen. Syn Joachima Ernesta Oettingen i jego żony Anny Doroty.

## Życiorys
Poślubił Fryderykę Wirtemberską. Mieli dwoje dzieci :
- Alberta Ernesta (1669-1731) – kolejnego księcia Oettingen.
- Krystynę Luizę (1671-1747) – późniejsza księżna Brunszwiku-Wolfenbüttel.

## Wywód przodków
| 4. Ludwik Eberhard Oettingen      |  |                                     |  |  |                              |
|                                   |  | 2. Joachim Ernest Oettingen         |  |  |                              |
| 5. Małgorzata Erbach              |  |                                     |  |  |                              |
|                                   |  |                                     |  |  | 1. Albert Ernest I Oettingen |
| 6. Kraft VII Hohenlohe-Neuenstein |  |                                     |  |  |                              |
|                                   |  | 3. Anna Dorota Hohenlohe-Neuenstein |  |  |                              |
| 7. Sophie Pfalz-Birkenfeld        |  |                                     |  |  |                              |
|                                   |  |                                     |  |  |                              |